# Barcelona de Rondônia
El Barcelona Futebol Clube es un equipo de fútbol de Brasil que juega en la Serie D, la cuarta división de fútbol en el país y del Campeonato Rondoniense, la primera división del estado de Rondonia.

## Historia
Fue fundado en el año 1995 en la ciudad de Corumbiara en el estado de Rondonia como el cuarto club del municipio. El 7 de octubre de 2016 el club es refundado como equipo profesional y se muda a la ciudad de Vilhena.
En 2017 juega por primera vez en el Campeonato Rondoniense en el que termina como subcampeón y clasifica por primera vez al Campeonato Brasileño de Serie D.
En la temporada 2018 vuelve a perder la final del torneo estatal, pero obtiene la clasificación para jugar en la Serie D y con ello vuelve a jugar a nivel nacional, donde fue eliminado en la primera ronda al terminar en tercer lugar de su zona a un punto de la clasificación, finalizando en el lugar 40 entre 68 equipos.

## Rivalidades
Sus rivales son el Atlético Rondoniense, el Vilhena EC y el Real Ariquemes con quien juega el llamado Clasíco de Rondonia.